# Memoriał Henryka Łasaka
Il Memoriał Henryka Łasaka è una corsa in linea maschile di ciclismo su strada che si svolge ogni anno nel mese di agosto a Sucha Beskidzka, in Polonia. La prima edizione venne disputata nel 1999 e dal 2005 fa parte del calendario dell'UCI Europe Tour come prova di classe 1.2 (1.1 fino al 2007).

## Albo d'oro
Aggiornato all'edizione 2023.
| Anno | Vincitore                                           | Secondo                                             | Terzo                                               |
| ---- | --------------------------------------------------- | --------------------------------------------------- | --------------------------------------------------- |
| 1999 | Cezary Zamana                                       | Dmitrij Sedun                                       | Heiko Szonn                                         |
| 2000 | Jącek Mickiewicz                                    | Marcin Lewandowski                                  | Marcin Gebka                                        |
| 2001 | Piotr Chmielewski                                   | Zbigniew Piątek                                     | Krzysztof Jeżowski                                  |
| 2002 | Cezary Zamana                                       | Dariusz Wojciechowski                               | Kazimierz Stafiej                                   |
| 2003 | Cezary Zamana                                       | Robert Radosz                                       | Lubor Tesař                                         |
| 2004 | Robert Radosz                                       | Petr Benčík                                         | Tomasz Lisowicz                                     |
| 2005 | Marek Maciejewski                                   | Ondřej Fadrný                                       | Marcin Osinski                                      |
| 2006 | Petr Benčík                                         | Marcin Sapa                                         | Bartłomiej Matysiak                                 |
| 2007 | Krzysztof Jeżowski                                  | Mateusz Komar                                       | Daniel Czajkowski                                   |
| 2008 | Krzysztof Jeżowski                                  | Błażej Janiaczyk                                    | Mart Ojavee                                         |
| 2009 | Stefan Schäfer                                      | Krzysztof Jeżowski                                  | Mathias Belka                                       |
| 2010 | Mariusz Witecki                                     | Tomáš Bucháček                                      | Marek Rutkiewicz                                    |
| 2011 | Luka Mezgec                                         | Blaž Furdi                                          | Tomasz Marczyński                                   |
| 2012 | Sylwester Janiszewski                               | Luka Mezgec                                         | Mieszko Bulik                                       |
| 2013 | Florian Sénéchal                                    | Kamil Gradek                                        | Pawel Cieślik                                       |
| 2014 | Maciej Paterski                                     | Paweł Franczak                                      | Mychajlo Kononenko                                  |
| 2015 | Alois Kaňkovský                                     | Vitalij Buc                                         | Roman Majkin                                        |
| 2016 | Paweł Franczak                                      | Sylwester Janiszewski                               | Artur Detko                                         |
| 2017 | Alan Banaszek                                       | Sylwester Janiszewski                               | Artur Detko                                         |
| 2018 | Mateusz Grabis                                      | Ėduard Vorganov                                     | Martin Boubal                                       |
| 2019 | Norman Vahtra                                       | Artur Detko                                         | Robert Jageler                                      |
| 2020 | annullata per la Pandemia di COVID-19 del 2019-2021 | annullata per la Pandemia di COVID-19 del 2019-2021 | annullata per la Pandemia di COVID-19 del 2019-2021 |
| 2021 | Michael Kukrle                                      | Mateusz Grabis                                      | Adam Ťoupalík                                       |
| 2022 | Tomasz Budziński                                    | Michael Boroš                                       | Matěj Zahálka                                       |
| 2023 | Michael Kukrle                                      | Marcin Budziński                                    | Karel Camrda                                        |
| 2024 | annullata                                           | annullata                                           | annullata                                           |
| 2025 | annullato                                           | annullato                                           | annullato                                           |